# Missale Aboense

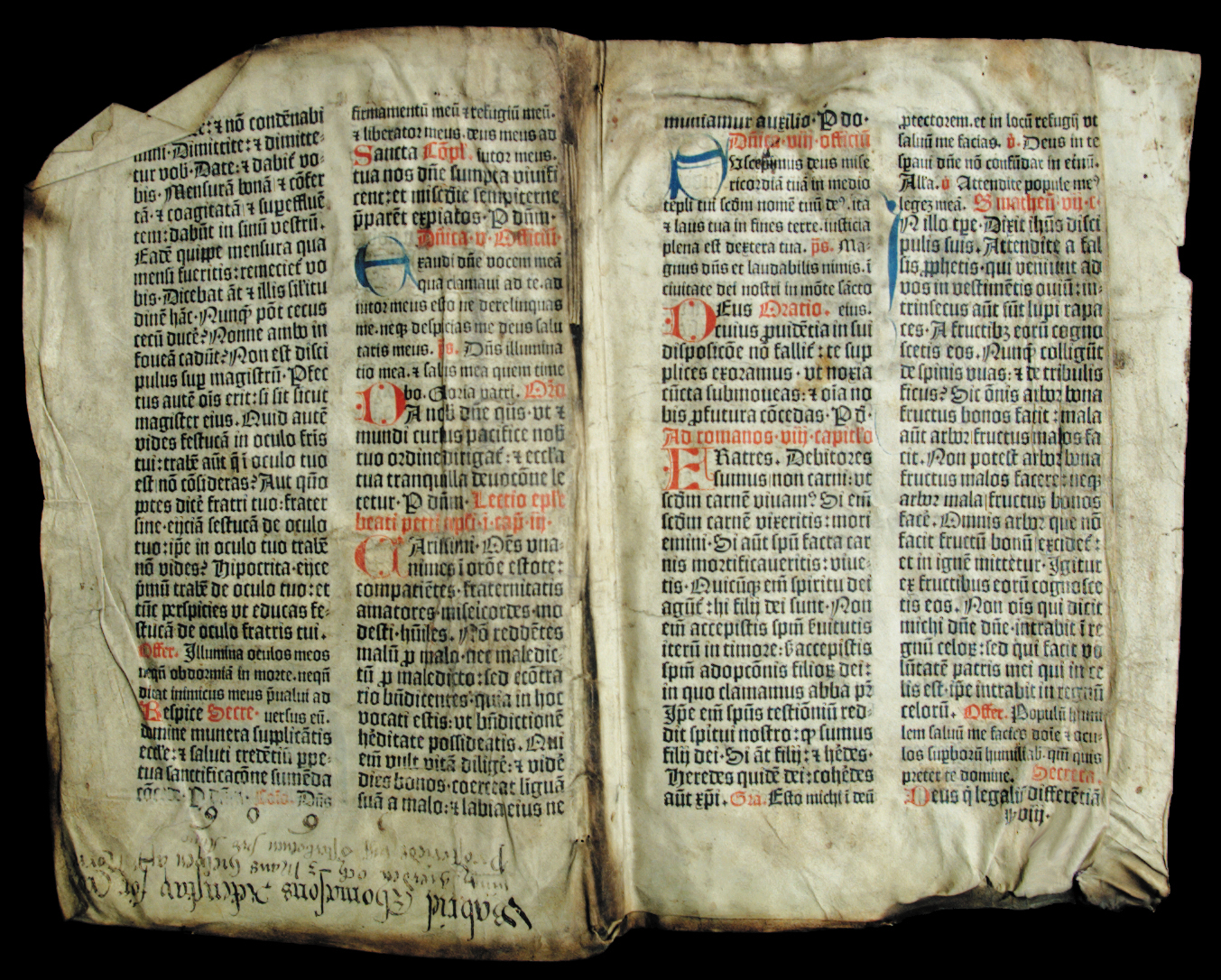
Missale Aboense

El Missale Aboense fue el primer libro impreso para Finlandia y el único incunable de la literatura finlandesa, como su nombre lo indica, se trata de un misal o libro de oraciones usado para celebrar la misa. Impreso en 1488 por Bartholomeus Ghotan en Lübeck, Alemania, fue realizado por encargo de Konrad Bitz, obispo de Turku. 
El texto del libro, escrito en latín, sigue en general la tradición dominicana, pero el santoral y los cantos son específicos para Finlandia. Se conservan cuatro copias que son resguardadas en la Biblioteca Real de Dinamarca, en la Biblioteca Nacional de Suecia, en la Biblioteca de la Universidad de Helsinki y en la Biblioteca de la Universidad de Jyväskylä.